# Forças Aéreas Militares da União Soviética

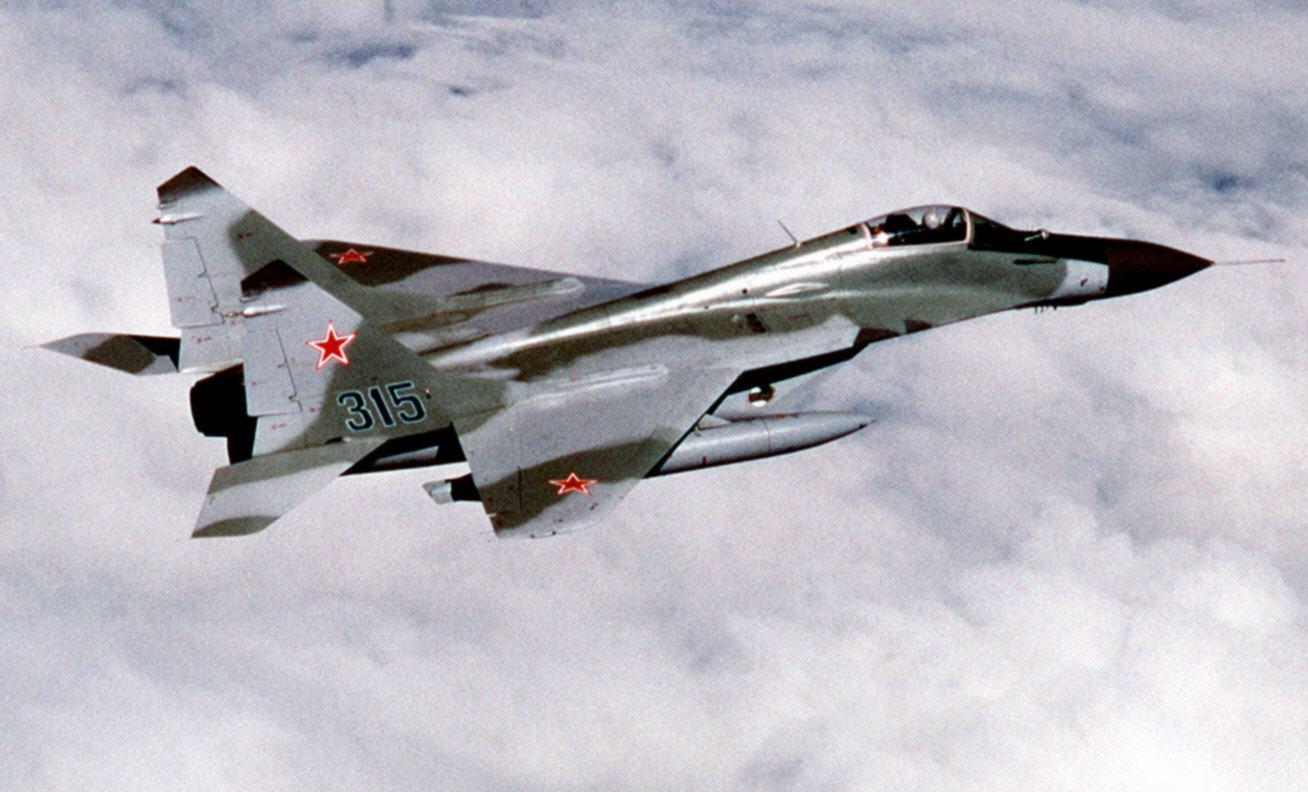
Um MiG-29 soviético.

A Forças Aéreas Militares da União das Repúblicas Socialistas Soviéticas (em russo:  Военно-Воздушные Силы Союза Советских Социалистических Республик) era a designação oficial da força aérea da União Soviética.
Criada em 1917 a partir da Serviço Aéreo da Rússia Imperial, seu primeiro teste foi em 1936 durante a Guerra Civil Espanhola, apesar de ter sofrido bastante durante o Grande Expurgo, obteve bastante sucesso durante a Segunda Guerra Mundial, esteve envolvida na Guerra da Coreia e foi dissolvida junto com a própria União Soviética entre 1991 e 1992.

## Inventario
| Aeronave                                      | Origem                    | Quantidade                |
| Bombardeiros Estrategicos                     | Bombardeiros Estrategicos | Bombardeiros Estrategicos |
| --------------------------------------------- | ------------------------- | ------------------------- |
| Tupolev Tu-95                                 | União Soviética           | 160                       |
| Tupolev Tu-160                                | União Soviética           | 15                        |
| Bombardeiro                                   |                           |                           |
| Tupolev Tu-16                                 | União Soviética           | 80                        |
| Tupolev Tu-22                                 | União Soviética           | 120                       |
| Tupolev                                       | União Soviética           | 190                       |
| Aviões de Caça                                |                           |                           |
| Mikoyan-Gurevich MiG-21                       | União Soviética           | 50                        |
| Mikoyan-Gurevich MiG-23                       | União Soviética           | 595                       |
| Sukhoi Su-27                                  | União Soviética           | 90                        |
| Mikoyan-Gurevich MiG-29                       | União Soviética           | 540                       |
| Caça de ataque                                |                           |                           |
| Sukhoi Su-17                                  | União Soviética           | 535                       |
| Sukhoi Su-24                                  | União Soviética           | 830                       |
| Sukhoi Su-25                                  | União Soviética           | 340                       |
| Mikoyan MiG-27                                | União Soviética           | 905                       |
| Reabastecimento aéreo                         |                           |                           |
| Ilyushin Il-78                                | União Soviética           | 14                        |
| Myasishchev M-4                               | União Soviética           | 40                        |
| Tupolev Tu-16                                 | União Soviética           | 20                        |
| Reconhecimento & Medidas de ataque eletrônico |                           |                           |
| Mikoyan-Gurevich MiG-21                       | União Soviética           | 50                        |
| Mikoyan-Gurevich MiG-25                       | União Soviética           | 160                       |
| Sukhoi Su-17                                  | União Soviética           | 135                       |
| Sukhoi Su-24                                  | União Soviética           | 150                       |
| Yakovlev Yak-28                               | União Soviética           | 170                       |
| Tupolev Tu-16                                 | União Soviética           | 120                       |
| Tupolev Tu-22                                 | União Soviética           | 20                        |
| Ilyushin Il-22                                | União Soviética           | 30                        |
| Transporte Militar                            |                           |                           |
| Antonov An-124                                | União Soviética           | 12                        |
| Antonov An-22                                 | União Soviética           | 55                        |
| Antonov An-12                                 | União Soviética           | 125                       |
| Ilyushin Il-76                                | União Soviética           | 385                       |